# 소린 심페아누

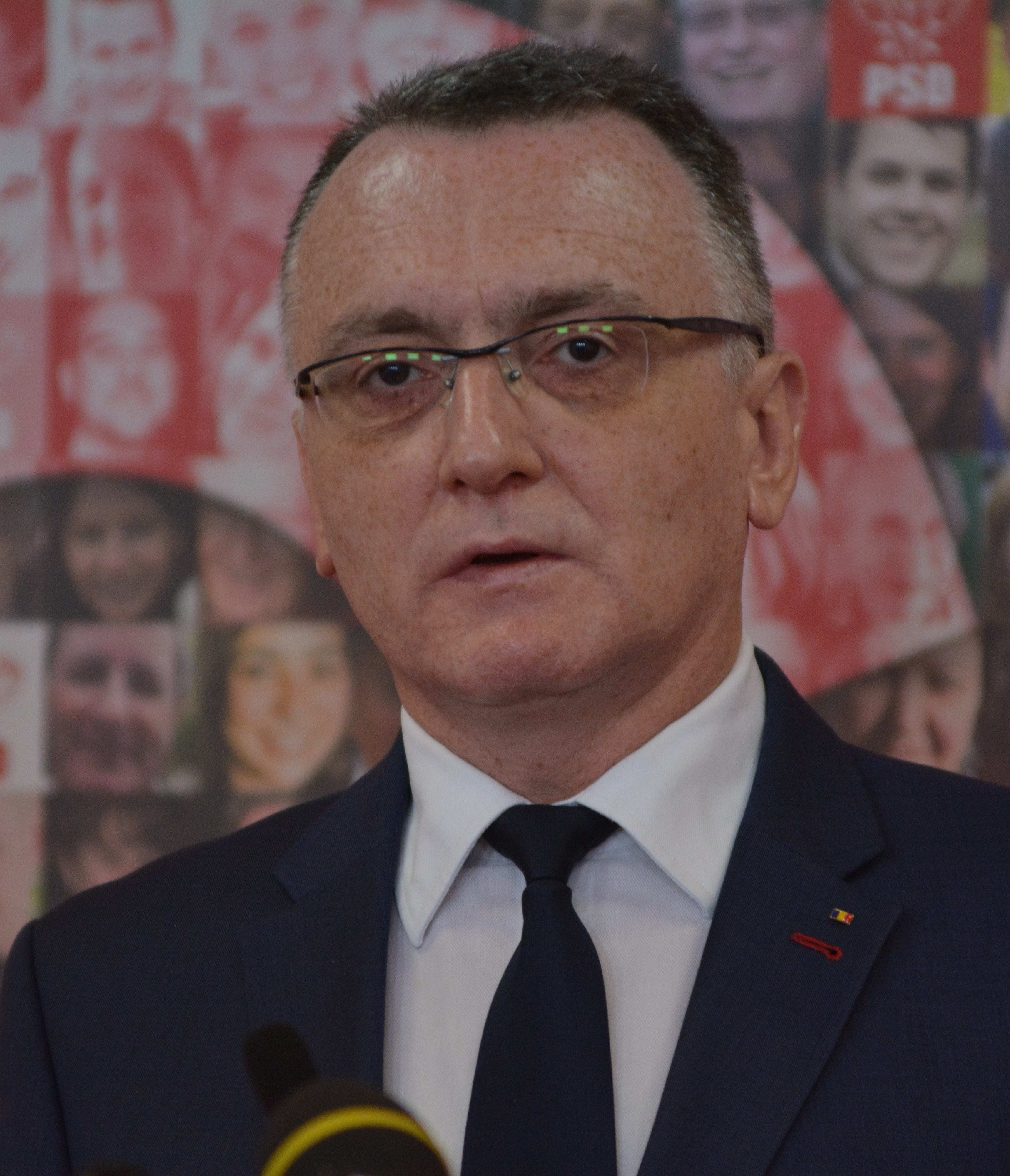
소린 심페아누(2015년)

소린 미하이 심페아누(루마니아어: Sorin Mihai Cîmpeanu, 1968년 4월 18일~ )는 루마니아의 정치인이다. 소린은 제4차 빅토르 폰타 내각에서 교육부 장관을 지냈으며, 폰타의 사임 이후 2015년 11월 5일부터 17일까지 잠시 총리직을 대행했다. 클라우스 이오하니스 대통령은 당시 새 총리가 선출될 때까지 그를 임시총리로 임명했다.